# Lacerna
Lacerna (łac. lăcernā) – rodzaj wierzchniego ubioru u starożytnych Rzymian.
Lekka i krótka, ale szeroka peleryna z kapturem, spinana pod szyją albo na prawym ramieniu za pomocą zapinki (fibuli). Noszona przez wszystkie warstwy społeczne (popularna zwłaszcza wśród wojskowych), była ubiorem przejętym od Galów. Weszła w powszechne użycie pod koniec okresu republiki. Lacerny bywały skromne lub zdobione (zależnie od zamożności właściciela); najdroższe, podwójnie farbowane purpurą, noszono jako narzutkę na togi.